# Eugen Bucher
Eugen Bucher (* 1. Juni 1929 in Zürich; † 26. Juli 2014) war ein Schweizer Jurist.

## Leben
Eugen Bucher war ein Sohn des Professors Carl Bucher und Irma, geb. Lang. Er studierte ab 1948 Jura und promovierte 1956 an der Universität Zürich mit einer Dissertation zum Thema „Die Ausübung der Persönlichkeitsrechte, insbesondere die Persönlichkeitsrechte des Patienten als Schranken der ärztlichen Tätigkeit“. Nach einem Studienaufenthalt in Paris und Absolvieren des Anwaltsexamens arbeitete er von 1959 bis 1974 als Anwalt in Zürich. Parallel war er ab 1960 als wissenschaftlicher Assistent am juristischen Seminar der Universität Zürich tätig. Dort habilitierte er sich 1965 für Allgemeine Rechtslehre, Schweizerisches Privatrecht und Rechtsvergleichung mit einer Schrift über „Das subjektive Recht als Normsetzungsbefugnis“ und lehrte bis 1973 als Privatdozent. Im Anschluss an eine Gastprofessur an der Universität Mannheim 1966/1967 war er bis 1971 im Nebenamt als ausserordentlicher Professor an der Hochschule St. Gallen tätig. Von 1973 bis 1993 war er Ordinarius für Privatrecht und Rechtsvergleichung an der Universität Bern. 1978/1979 war er Dekan der dortigen Rechts- und Wirtschaftswissenschaftlichen Fakultät.